# Drillcettia
Drillcettia (Horornis acanthizoides) är en liten och svårsedd asiatisk fågel i familjen cettior inom ordningen tättingar.

## Kännetecken

### Utseende
Drillcettia är en liten cettia, med en kroppslängd på 9,5–11 cm. Jämfört med liknande brunsidig cettia (H. fortipes) och buskcettia (H. flavolivaceus) är den mindre samt har mindre näbb och kortare stjärt. Den är vidare mer rostfärgad ovan och på vingpennornas kanter samt att den gulaktiga buken kontrasterar mot mattare färgad strupe och bröst.
Den västligare himalayacettian (H. brunnescens), tidigare behandlad som underart till drillcettia, är ljusare brun ovan samt blekare, mattare och vitare under.

### Läten
Drillcettians sång består av en serie långa, tunna och ljusa toner som stiger i tonhöjd så högt att de nästan inte går att höra, för att sedan kulminera i en lång dalande drill. Himalayacettians sång är liknande men har färre och längre toner i första delen och mycket långsammare i andra.

## Utbredning och systematik
Drillcettia delas upp i två underarter med följande utbredning:
- Horornis acanthizoides acanthizoides – två skilda områden i Kina: Shaanxi söderut till Yunnan samt Anhui till Fujian
- Horornis acanthizoides concolor – bergstrakter på Taiwan

Tidigare behandlades himalayacettian (Horornis brunnescens) som underart till drillcettian, men urskiljs numera allmänt som egen art efter studier som visat på skillnader i utseende, läten och genetik.

### Släktestillhörighet
Artena inom Horornis har tidigare ingått i släktet Cettia, men genetiska studier visar att dessa arter är närmare släkt med släktena Phyllergates, Abroscopus och Tickellia än med till exempel sumpcettia (Cettia cetti).

## Levnadssätt
Drillcettian förekommer i bambu eller annan tät undervegetation i eller intill både städsegrön, bland- och barrskog i bergstrakter på mellan 2000 och 3600 meters höjd. Där lever den ett tillbakadraget liv födosökande lågt i tätt gräs eller bambu, troligen efter ryggradslösa djur och deras larver, även om dess föda inte är särskilt väl studerad. Även dess häckningsbiologi är dåligt känd, men häckar mellan maj och juli. Den tros vara höjdledsflyttare, men information saknas.

## Status och hot
Arten har ett stort utbredningsområde och en stor population, men tros minska i antal till följd av habitatförstörelse, dock inte tillräckligt kraftigt för att den ska betraktas som hotad. Internationella naturvårdsunionen IUCN kategoriserar därför arten som livskraftig (LC). Världspopulationen har inte uppskattats men den beskrivs som ganska vanlig.